# Жереми Малерб
Жереми Малерб (фр. Jérémy Malherbe, рођен 15. марта 1991. године у Стразбуру) је француски голман.

## Популарност у Србији
Иако Малерб никада није играо ни за један српски клуб, Малерб има приметну базу обожавалаца у овој земљи. Разлог томе лежи у шали насталој на хумористичком сајту Вукајлија 2011. године, чији су поједини чланови у шали тврдили да им Малерб, који је у то време био трећи голман "Гренобла", шаље кладионичарске дојаве намештених утакмица (цела ситуација понела је колоквијални назив "Афера Злојава"). Ово се, наравно, испоставило као нетачно, што, пак, није спречило многобројне чланове да формирају Малербов клуб обожавалаца.